# Allon Schewut
Allon Schewut (hebräisch אַלּוֹן שְׁבוּת Allōn Schvūt, deutsch ‚Eiche der Rückkehr‘, auch Al(l)on Schwut) ist eine israelische Siedlung im Westjordanland. Sie wurde 1970 gegründet und liegt südwestlich von Jerusalem zwischen den Städten Bethlehem und Hebron im Judäischen Bergland auf einer Höhe von 959 m über dem Meeresspiegel.
Allon Schewut wird vom Regionalrat Gusch Etzion verwaltet und dient als regionales Zentrum für die Siedlungen des Gusch Etzion-Blocks. Die Einwohnerzahl beträgt 3037 (Stand: Januar 2022). 2016 zählte Allon Schewut 3180 Einwohner. Die Siedlung liegt 4,6 Kilometer östlich der Grünen Linie und befindet sich westlich des Sperrzauns.
Internationale Organisationen erachten die israelischen Siedlungen in den seit 1967 besetzten Gebieten als illegal gemäß geltendem Völkerrecht (IV. Genfer Abkommen). Israel bestreitet jedoch, dass es sich um besetztes Gebiet handelt, in dem das IV. Genfer Abkommen Gültigkeit hat.

## Name
Allon Schewut bedeutet „Eiche der Wiederkehr“ und bezieht sich auf eine Eiche in der Nähe der Stadt, die die Sehnsucht nach Rückkehr der 1948 von der jordanischen Arabischen Legion aus Gusch Etzion, einem jüdischen Siedlungsblock, vertriebenen Juden verkörpert. Die Eiche ist Bestandteil des Emblems des Regionalrats Gusch Etzion und dient als Symbol der Erneuerung und der Beständigkeit.

## Geschichte
Allon Schewut wurde 1970 als Gemeinde- und Dienstleistungszentrum für Familien gegründet, die mit der am Ort entstehenden Hesder Jeschiwa Har Etzion verbunden waren. Während Jahren waren in Allon Schewut die einzige Klinik, das einzige Lebensmittelgeschäft, das einzige Postamt und die einzige Bank im weiteren Umkreis untergebracht.

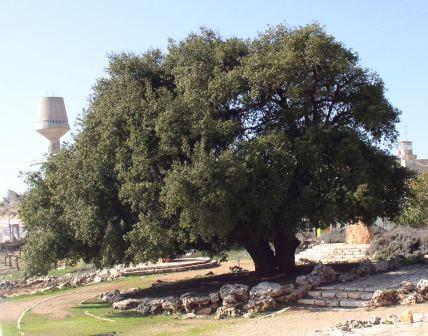
Die Eiche, nach dem die Stadt benannt ist.

Die Bewohner von Allon Schewut sind mehrheitlich national religiöse Juden, die die Har Etzion Jeschiwa, das Herzog Kolleg für Lehrer und das Zomet Institut für technologisch-religiöse Forschung besuchen und ihre Angehörigen. Daneben gibt es einige Familien bzw. Nachfahren von den Bewohnern, die gefangen genommen und vertrieben wurden, nachdem sich die Siedlung nach dem Massaker von Kfar Etzion vom 13. Mai 1948 begangen von Soldaten der Arabischen Legion und Angehörigen lokaler Milizen, ergeben hatte. Die Häuser wurden geplündert und verbrannt.
Im November 1998 wurde der auch nach israelischem Recht illegale Außenposten Giwat HaHisch (גבעת החי"ש) errichtet. Er besteht aus über dreißig mobilen Wohneinheiten und wird zum Teil von erst kürzlich eingewanderten Inka-Juden aus Trujillo, Peru bewohnt.
Im Jahre 2000 verdoppelte ein zweites Wohngebiet die Größe der Stadt, um die wachsende Nachfrage nach Wohnraum zu befriedigen. Unter den Neuzuzügern waren viele Neueinwanderer, besonders aus den Vereinigten Staaten von Amerika.
Am 12. Juni 2014 wurden an einer Kreuzung im Süden der Siedlung, einem Haltepunkt für Tramper die drei Talmudschüler Eyal Yifrach, Gilad Shaar und Naftali Fraenkel entführt und anschließend ermordet. Am 10. November 2014 hat ein Palästinenser an dem gleichen Haltepunkt drei Israelis mit einem Messer angegriffen. Eine 26-jährige kam dabei ums Leben.

## Archäologische Funde
Archäologische Funde in Giwat HaHisch, die auf etwa 300 v. Chr. datiert werden, belegen die frühe Besiedlung des Gebiets. Weitere Funde stammen aus der späten byzantinischen Ära, einschließlich eines Mosaikbodens. Allon Schewut liegt an der antiken Straße nach Jerusalem, die von römischen Meilensteinen markiert wird. Viele antike rituellen Bäder liegen zerstreut in den umgebenden Hügeln. Sie wurden vermutlich von Pilgern auf ihrem Weg zum Jerusalemer Tempel benutzt, der etwa eine Tagesreise entfernt war. Daneben gibt auch antiken Trauben- und Olivenpressen sowie Zisternen, herausgeschlagen aus dem gewachsenen Fels, die eine lange Landwirtschaftsgeschichte belegen.

## Geographie
Allon Schewut liegt auf gut 950 m ü. NN in den nördlichen Judäischen Hügeln. Die Sommer sind warm und trocken, die Winter kalt mit Niederschlägen und manchmal wenigen Zentimetern Schnee.
Die Stadt liegt wenige hundert Meter westlich der Gusch Etzion Kreuzung, wo sich die Route 60, die Nord-Süd-Verbindung, die ungefähr der Wasserscheide von Nazaret über Jerusalem bis Be’er Scheva folgt, und die Route 367, die westlich ins Elah Tal bis zur israelischen Küstenebene und nach Tel Aviv absteigt, kreuzen.
Allon Schewut liegt auf einer nordwest-südost Achse entlang eines Hügelkammes, mit einer nach Süden sanft abfallenden Ebene und steilen Schluchten im Norden. Der Giwat HaHisch Außenposten liegt an der Verlängerung des Kamms, der an eine Schlucht nordöstlich der Stadt angrenzt.

## Landfrage
Nach einem Bericht der israelischen Organisation Schalom Achschaw befinden sich 24,13 Prozent des Landes, auf dem die Siedlung errichtet wurde, in palästinensischem Privatbesitz, was gegen israelisches Recht verstößt. Seit einem Urteil des Obersten Israelischen Gerichts aus dem Jahr 1979 dürfen keine israelischen Siedlungen auf Land gebaut werden, das sich in palästinensischem Privatbesitz befindet. Die israelische Militärverwaltung in den besetzten Gebieten, auf deren Statistiken sich der Bericht stützt, bestreitet jedoch, dass der Bericht die Realität korrekt wiedergibt.